# Iglesia franciscana de Shkodër
La Iglesia franciscana de Shkodër es una iglesia de los franciscanos en la ciudad de Shkodër en el noroeste de Albania.
En enero de 1947 la Sigurimi (Policía secreta albanesa) almacenó un alijo de armas y municiones en la iglesia. Cuando fue descubierto por los sacerdotes franciscanos, varios sacerdotes de las iglesias fueron arrestados. La torre de la iglesia y el alerón trasero fueron restaurados en 2007.